# اسامه حسنی (بازیکن هندبال)
اسامه حسنی (انگلیسی: Oussama Hosni؛ زادهٔ ۱۷ سپتامبر ۱۹۹۲) بازیکن هندبال اهل تونس است.